# Kirchdorf Wildcats
Die Kirchdorf Wildcats sind ein American-Football-Verein aus Kirchdorf am Inn.

## Geschichte
Gegründet wurden die Kirchdorf Wildcats als Simbach Wildcats im Jahr 1986. In den Ligabetrieb stiegen die Wildcats 1988 ein. 1991 gelang die Meisterschaft in der Bayernliga und der Aufstieg in die 2. Bundesliga, der heutigen GFL2. In jener Saison konnten die Wildcats den Meistertitel in der 2. Bundesliga Süd erringen. In den Relegationsspielen um den Aufstieg in die 1. Bundesliga scheiterten sie an den Stuttgart Scorpions, dem Meister der 2. Bundesliga Mitte (6:52 und 12:24). Nachdem die Wildcats 1996 noch einmal den zweiten Platz erreicht hatten, mussten sie sich, durch eine zu dünne Spielerdecke bedingt, aus der Saison 1998 zurückziehen.
Es erfolgte ein Wiederaufbau in der Verbandsliga Bayern, wo sie ungeschlagen Meister werden konnten und zur Saison 2000 in die Regionalliga zurückkehrten und den dritten Platz belegten. Nach einem zweiten Platz in der Saison 2001 errangen die Wildcats ein weiteres Jahr später den Titel in der Regionalliga und stiegen erneut in die GFL2 auf. Dort errangen sie als Aufsteiger in der Saison 2003 sofort den Titel. Allerdings mussten sie sich in der Relegation erneut geschlagen geben. Diesmal war der Tabellenletzte der GFL, die Marburg Mercenaries, der Gegner. Das Spiel in Marburg ging mit 50:21 (7:0; 7:0; 14:14; 22:7) an die Hausherren. Zwar konnten die Wildcats ihr Heimspiel gewinnen, jedoch reichte das 21:7 (0:0; 7:7; 7:0; 7:0) nicht aus, um den direkten Vergleich für sich zu entscheiden. Vor der Saison 2004 benannten sich die Simbach Wildcats, nach dem Umzug in den Nachbarort Kirchdorf, in Kirchdorf Wildcats um. In jener Saison reichte es noch einmal für den zweiten Platz. 2005 und 2006 wurde man jeweils Fünfter und in den Saisons 2007 und 2008 Sechster.
Nach der Saison 2008 gaben die Wildcats bekannt, sich freiwillig aus der GFL2 zurückzuziehen, um mit jungen Spielern einen Neuaufbau anzugehen. Die nachfolgende Saison 2009 konnten die Wildcats ungeschlagen als Erster der Regionalliga Süd abschließen. Allerdings mussten sie sich im ersten Relegationsspiel bei den Holzgerlingen Twister mit 33:13 geschlagen geben und konnten diesen Rückstand im darauffolgenden Heimspiel, das sie 31:20 gewannen nicht aufholen.
In der Saison 2010 wurde mit Todd Frakes ein amerikanischer Trainer nach Kirchdorf geholt. Wieder konnten die Wildcats die Meisterschaft in der Regionalliga Süd für sich entscheiden und mussten dabei nur eine Niederlage einstecken. Die darauf folgende Relegation gegen die Frankfurt Pirates verlief erfolgreich und die Wildcats setzten sich mit 40:28 in Frankfurt und 62:34 daheim durch. Zwar verließen nach dieser Saison viele Spieler das Team und auch der Trainerstab wurde neu aufgebaut, aber trotzdem konnten die Wildcats den Klassenerhalt in der German Football League 2 2011 sichern und verlangten vor allem bei den Heimspielen den Gegnern alles ab. Die meisten Spiele in Kirchdorf wurden gewonnen oder mit weniger als einem Touchdown Unterschied verloren.
Nach der Saison 2011, die auf dem 5. Platz abgeschlossen wurde, konnten die Wildcats Ben Hammer für 2012 verpflichten und feierten ihr 25-jähriges Bestehen.
In der Saison 2017 wiederholten die Wildcats ihren bislang größten Erfolg und sicherten sich zum dritten Mal die Meisterschaft der GFL2. In den Play-offs um die Relegation gewannen die Wildcats gegen die Saarland Hurricanes und erreichten so im dritten Anlauf den Aufstieg in die GFL Süd.  In ihrem ersten Spiel in der höchsten deutschen Spielklasse trafen sie zuhause auf die Stuttgart Scorpions, die sie mit 15:7 besiegen konnten. Nach fünf Spielen hatten sie eine ausgeglichene Bilanz und standen auf dem vierten Tabellenplatz. Danach konnten die Wildcats nur noch ein Spiel gewinnen und landeten so am Ende der Saison auf dem siebten Platz. Ein Jahr später mussten sie als letztplatziertes Team in die Relegation, in der sie gegen den Ravensburg Razorbacks unterlagen. Nach dem Abstieg im Jahr 2019 wurden zur Verstärkung des Teams internationale Verpflichtungen vorgenommen.
Nach einem dritten und einem zweiten Platz errangen die Wildcats in der Saison 2023 ihren vierten Meistertitel in der GFL2. In der Relegationsrunde sollte es zu einem Wiedersehen mit den Ravensburg Razorbacks kommen. Diese verzichteten jedoch auf die Relegationsspiele, wodurch die Wildcats direkt für die GFL qualifiziert waren. Die Rückkehr in die GFL endete dann jedoch mit dem letzten Platz.
Die Kirchdorf Wildcats meldeten ihre GFL-Mannschaft im März zur Saison 2025 ab, nachdem zuvor bereits die zweite Mannschaft zurückgezogen worden war. Als Ursache wurde der Spielerabgang benannt.

## Stadion
Der Verein spielt in der In(n) Energie Arena, einem Naturrasenplatz mit einer Zuschauerkapazität von 2500. Im Jahr 2017 kamen 4000 Zuschauer zu den Heimspielen der Kirchdorf Wildcats, der Schnitt betrug 571 Zuschauer.
| Saison | Zuschauer gesamt | Heimspiele | Schnitt |
| ------ | ---------------- | ---------- | ------- |
| 2011   | 2462             | 7          | 352     |
| 2012   | 3000             | 7          | 429     |
| 2013   | 2730             | 7          | 390     |
| 2014   | 2720             | 7          | 389     |
| 2015   | 2850             | 7          | 407     |
| 2016   | 2530             | 7          | 361     |
| 2017   | 4000             | 7          | 571     |
| 2018   | 6350             | 7          | 907     |
| 2019   | 4710             | 7          | 673     |

Quelle: Offizielle Statistik Seite der GFL & GFL2